# Burg Friedestrom

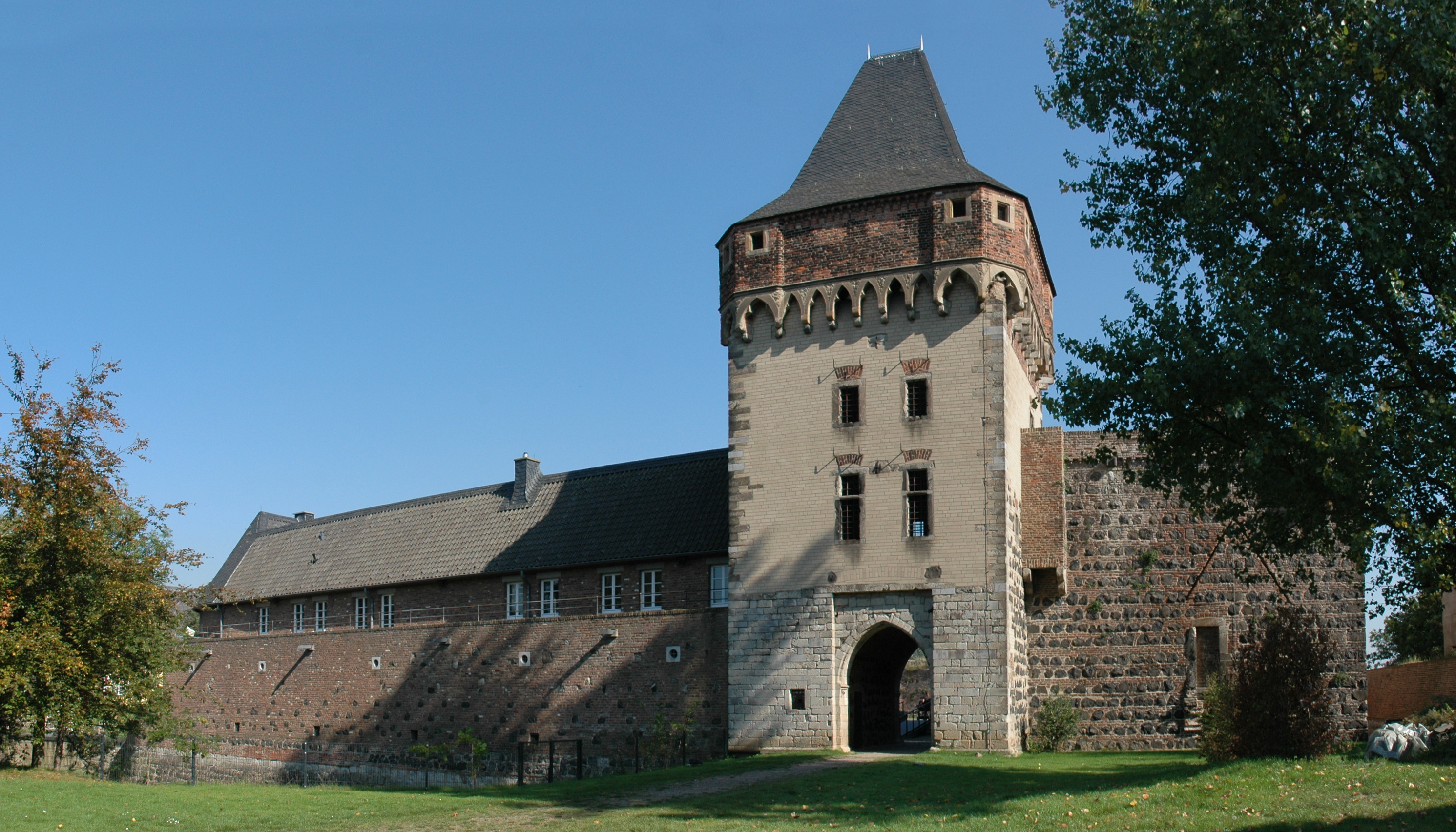
Westseite der Burg Friedestrom

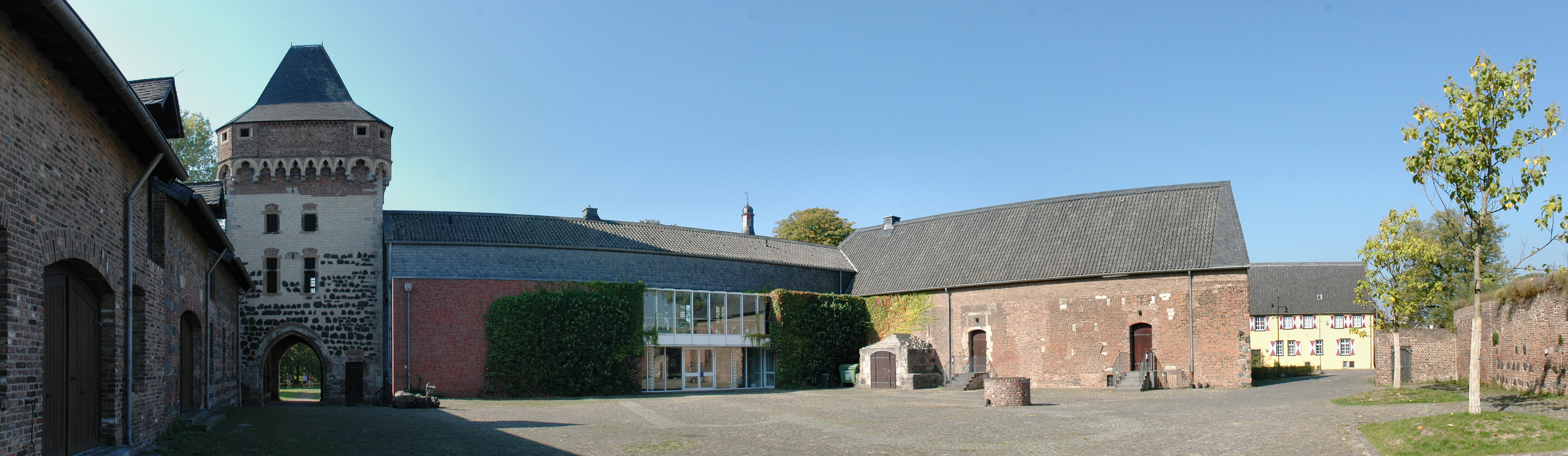
Panorama des Innenhofs

Die Burg Friedestrom, früher oft auch Schloss Friedestrom genannt, ist eine ehemalige kurkölnische Landesburg im Dormagener Stadtteil Stadt Zons. Die einstige Wasserburg liegt an der linken Rheinseite und sollte unter anderem den in Zons erhobenen Rheinzoll sichern. Sie zählt deshalb zum Typus der Zollburg. Des Weiteren kam ihr die Sicherung des kurkölnischen Territoriums gegen die Grafen und späteren Herzöge von Berg zu.
Durch den Erzbischof Friedrich III. von Saarwerden in der zweiten Hälfte des 14. Jahrhunderts errichtet, hatte die Burg ihre Blütezeit im 15. und 16. Jahrhundert. Im 17. Jahrhundert setzte ihr allmählicher Niedergang ein, der durch Beschädigungen während des Dreißigjährigen Krieges beschleunigt wurde. Nach der Besetzung der linksrheinischen Gebiete durch französische Truppen wurde die Anlage konfisziert. Sie gelangte 1803 durch Versteigerung in private Hand und wurde nachfolgend als Gutshof genutzt. 1972 übernahm der damalige Kreis Neuss die Burg und richtete dort ein Kulturzentrum ein.
Das Burgareal steht sowohl als Baudenkmal als auch als Bodendenkmal unter Denkmalschutz.

## Geschichte

### Anfänge und Blütezeit
Schriftquellen belegen in Zons mindestens seit dem 12. Jahrhundert einen Fronhof des Kölner Erzstifts, der zuvor ein fränkisches Königsgut gewesen war. Der Hof war eines der zwölf Tafelgüter des Kölner Erzbischofs und wurde im 13. Jahrhundert wahrscheinlich unter Konrad von Hochstaden zu einem castrum ausgebaut. Ausschlaggebend für dessen Errichtung waren wohl die Auseinandersetzungen zwischen Kurköln als Grundherrn und den Jülicher Grafen, die dort das Vogteirecht besaßen. Die genaue Lage der damaligen Anlage konnte bisher aber nicht mit Sicherheit ermittelt werden. Auch ihr Aussehen ist nicht überliefert. Nachdem Erzbischof Siegfried von Westerburg in der Schlacht von Worringen 1288 unterlegen gewesen war, wurde seine Zonser Burg von den siegreichen Kölner Bürgern geschleift und deren Steine beim Bau der Kölner Stadtmauer verwendet.
An der Stelle der zerstörten Anlage ließ Erzbischof Friedrich III. von Saarwerden ab 1373 eine neue Burg errichten. Sie sollte den ein Jahr zuvor von Neuss nach Zons verlegten Rheinzoll sichern und als Landesburg zudem eine wichtige Funktion bei der Ausbreitung und Sicherung des Kölner Territorialbesitzes am Niederrhein ausüben. Burg Friedestrom war damit ein wichtiges Glied im kurkölnischen Burgengürtel (Linn, Zülpich, Lechenich, Kempen, Hülchrath, Uda) und entwickelte sich zum Sitz eines Amtmanns, der dort die kurkölnischen Interessen vertrat. Immerhin warf die Zollburg jährlich etwa 5000 Gulden ab. Zeitgleich zum Burgbau ließ der Erzbischof die Siedlung befestigen, weshalb die Zonser Stadtbefestigung eine identische Bauweise und auch gleiche Baumaterialien wie Friedstrom aufweist. Für die Burg wurde eine auf dem Areal schon existierende Steinkirche bis auf den Turm abgerissen und durch Anbauten zu einem Wohnturm umgestaltet. Es folgten der Bau eines Torturms sowie einer inneren und anschließend einer äußeren Wehrmauer, die gemeinsam die Kernburg bildeten. 1377 war die Burganlage fertiggestellt. 1388 waren auch die Arbeiten an der Feste Zons beendet und Burg Friedestrom in die Stadtbefestigung integriert. Der Kernburg wurde Ende des 14. bis Anfang des 15. Jahrhunderts im Westen und Norden eine Zwingermauer vorgesetzt. Gleichzeitig erfolgte eine Verbreiterung des Torturms und nördlich davon die Errichtung eines repräsentativen Wohnbaus. Vermutlich zu Beginn 16. Jahrhunderts wurde dann der Nordflügel der Burg errichtet.

### Niedergang und Umwidmung

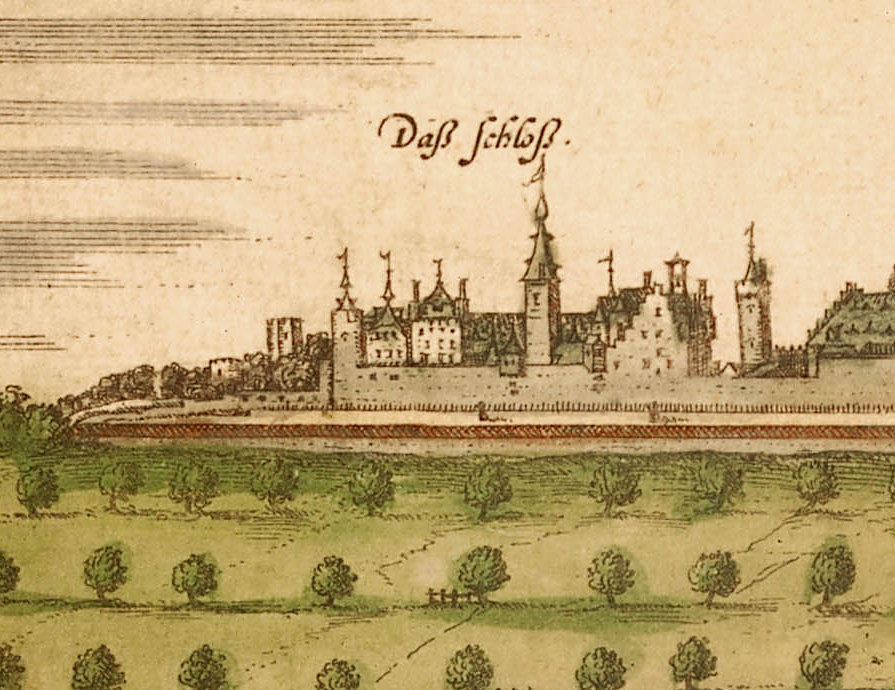
Burg Friedestrom, Ausschnitt aus einer Ansicht von Georg Braun und Frans Hogenberg von 1575

Im späteren 16. und beginnenden 17. Jahrhundert nahm der allmähliche Niedergang der Burg Friedestrom seinen Anfang. Der Wohnturm im Hauptburgbereich wurde zwischen 1650 und der Mitte des 18. Jahrhunderts niedergelegt. Auch den Westflügel der Kernburg ließ man vermutlich in jener Zeit abbrechen. Ihre Aufgaben übernahmen Gebäude in der Vorburg: das aus dem 17. Jahrhundert stammende sogenannte Herrenhaus und der Marstall.
Während des Dreißigjährigen Krieges belagerte 1646 der hessische Oberst Carl von Rabenhaupt Stadt und Burg, konnte sie aber trotz heftigem Beschuss nicht einnehmen. Allerdings richteten die hessischen Geschütze schweren Schaden am Westflügel der Kernburg an, sodass dieser nicht mehr bewohnbar war. Die Einnahme Friedestroms gelang erst Soldaten des Sonnenkönigs Ludwig XIV. im Verlauf des Pfälzischen Erbfolgekriegs. Sie wurden jedoch 1689 von vereinigten brandenburgischen und holländischen Truppen zum Abzug gezwungen. Die Feste Zons blieb nachfolgend mitsamt der Burg Friedstrom bis 1697 von ihnen besetzt. Nachdem sie abgezogen waren, nahmen 1701 erneut französische Truppen die Burg ein und verwüsteten sie.
1794 waren es wieder Franzosen, die Stadt und Burganlage mit militärischer Gewalt in ihre Hand brachten: Wie viele linksrheinische Städte wurde auch Zons von französischen Revolutionstruppen besetzt und die Burg als Kirchenbesitz 1802 konfisziert. Spätestens gegen Ende des 18. Jahrhunderts erfolgte auch die Umwidmung des Burgareals zu einem Gutshof. 1802 war die Kernburg weitgehend verfallen. Die französische Regierung versteigerte die heruntergekommene Anlage 1803 an Matthias Melchior Aldenhoven, der sie mit Umbauten den Erfordernissen eines Gutsbetriebes anpasste. An der Stelle des einstigen Westflügels entstand eine Scheune, während der Nordflügel umgebaut wurde. Der nächste Besitzer war Franz Joseph Aldenhoven. Im Jahr 1895 befand sich Burg Friedestrom im Eigentum des Freiherrn Daniel von Diergardt zu Mojawola, der sie an die Familie Aldenhoven verpachtete.

### Heutige Nutzung

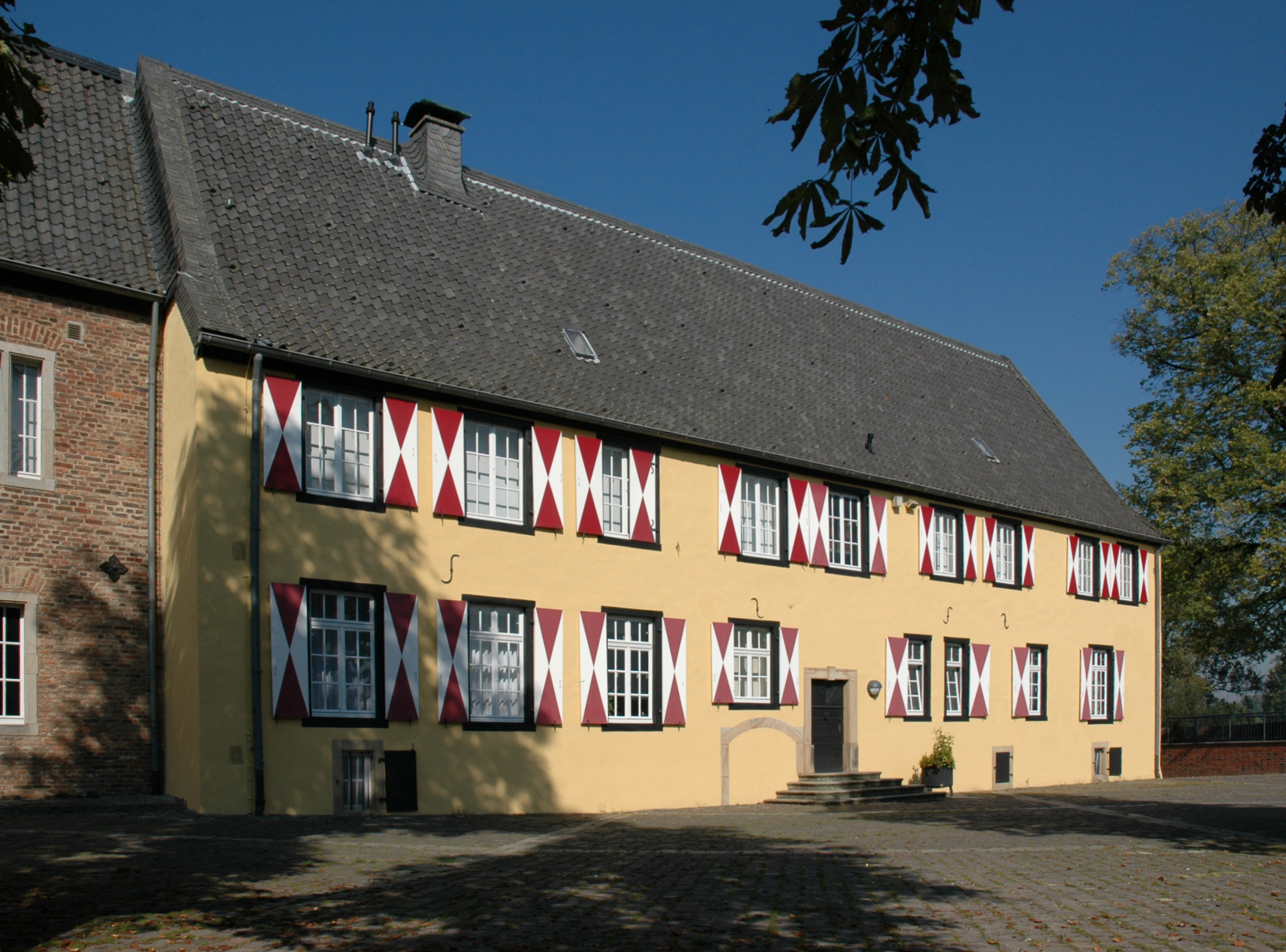
Im Herrenhaus ist das Kreismuseum untergebracht

1972 übernahm der damalige Kreis Neuss die Anlage durch Erbbaurecht, um sie bis 1994 in ein Kulturzentrum umzuwandeln. Dazu fanden nicht nur umfassende Restaurierungs- und Instandsetzungsmaßnahmen an den erhaltenen Bauten statt, sondern der Kreis ließ auch neue Gebäude im Burgbereich errichten. So wurde die Scheune auf der Westseite des Hauptburgareals abgerissen und durch ein modernes Gebäude ersetzt. Der Marstall in der Vorburg erhielt 1994 nach einem Entwurf des Kölner Architekten Walter von Lom einen modernen Stahl-Glas-Anbau an der Westseite. Gemeinsam mit dem Herrenhaus und dem Marstall dient er heute als Kreismuseum, in dem unter anderem die weltweit größte Sammlung von Zinnwaren aus der Jugendstilzeit zu sehen ist. Darüber hinaus informieren Schautafeln und Exponate über die Ergebnisse dreier Ausgrabungskampagnen, die das Rheinische Amt für Bodendenkmalpflege 1980/81 sowie von 1986 bis 1988 vor der Errichtung der Neubauten im Hof der Kernburg durchführte.

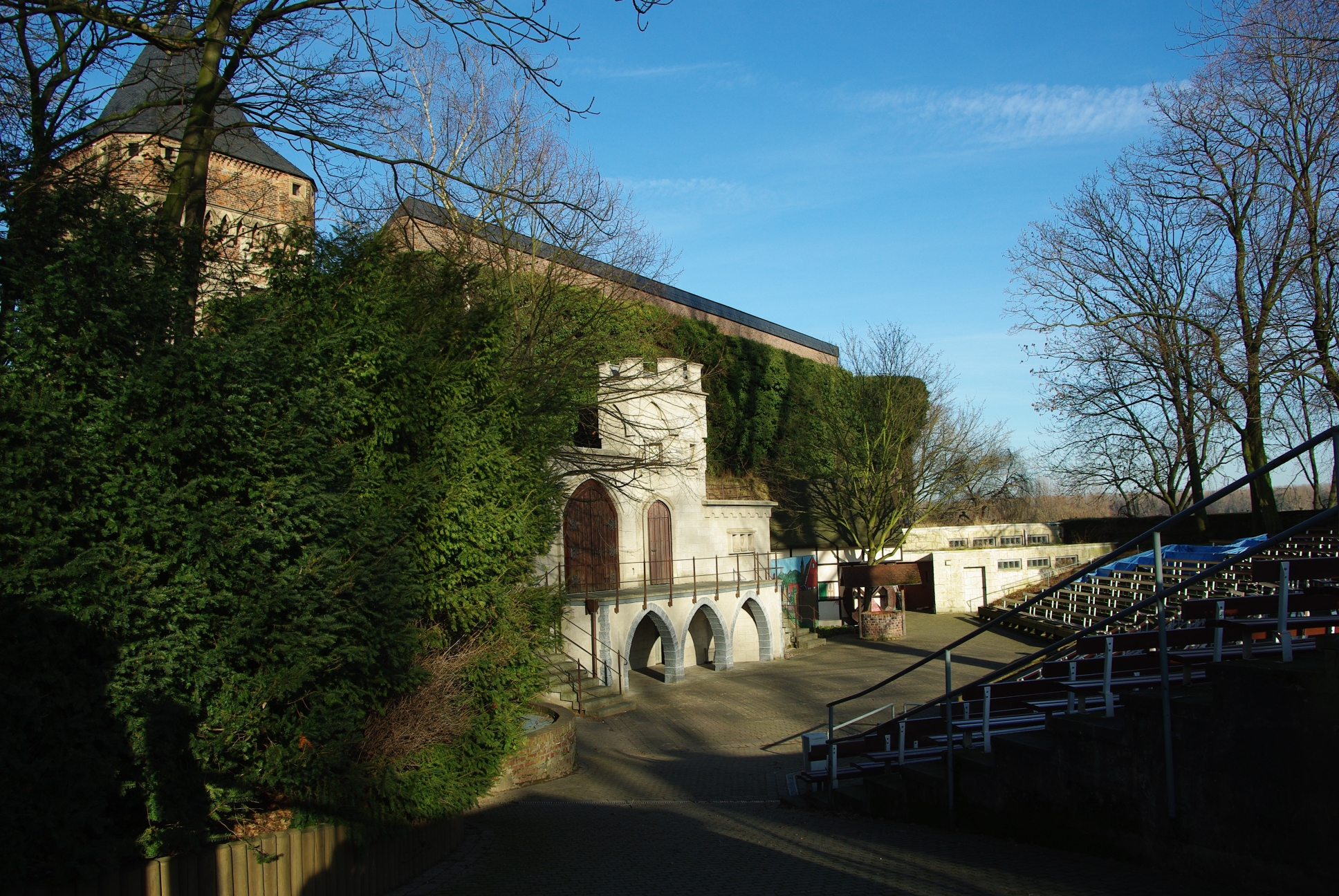
Freilichtbühne

In den modernen Westflügel sowie den Südflügel der Hauptburg zog das Kreisarchiv Neuss ein, das seit dem 1. Januar 2007 unter dem Namen „Archiv im Kreis Neuss“ mit dem Stadtarchiv Dormagen vereinigt ist. Ihnen angegliedert ist eine Fachbibliothek mit dem Schwerpunkt Landesgeschichte und allgemeine Kulturgeschichte. In den gleichen Gebäudetrakten ist seit 1990 auch das Internationale Mundartarchiv „Ludwig Soumagne“ (IMA) untergebracht, das als Dokumentationsstelle für deutschsprachige Dialektliteratur mit dem Schwerpunkt Rheinland dient. Alternierend mit dem alle zwei Jahre verliehenen Friedestrompreis vergibt das IMA die Franz-Peter Kürten-Auszeichnung für Verdienste um die rheinische Mundart.
Der Nordflügel des Hochschlosses dient seit seiner Restaurierung im Jahr 1989 als zentraler Veranstaltungsraum für kulturelle Veranstaltungen wie zum Beispiel Konzerte und Lesungen. Ebenfalls für kulturelle Zwecke wird der östliche Teil des Zwingers genutzt. Er beherbergt eine Freilichtbühne, auf der seit 1935 eine Laienspielschar vornehmlich Märchenstücke aufführt.

## Beschreibung

Schematischer Situationsplan der Burganlage

Die ehemalige Landesburg der Kölner Erzbischöfe ist nur noch zum Teil in ihrer mittelalterlichen Form erhalten und lag bis zur Änderung des Rheinlaufs unmittelbar am Flussufer. Sie ist eine zweiteilige Burganlage, bestehend aus einer Kernburg, auch Hochschloss genannt, und einem westlich und nördlich davon gelegenen, hakenförmigen Vorburgbereich. Der nahezu quadratische Burgbereich liegt in der Südost-Ecke von Zons und ist an allen vier Seiten von einer Wehrmauer umgeben, die an der Ost- und Südseite zugleich die Zonser Stadtmauer bildet. Das so umfriedete Burgareal misst etwa 11.000 m² und nimmt damit rund ein Sechstel des Altstadtbereichs ein. Dieser legt sich quasi wie eine zweite, äußere Vorburg vor die innere Vorburg. Früher war die Burganlage durch einen Wassergraben vor der Ringmauer zusätzlich von der Stadt abgegrenzt, doch der benachbarte Braunkohletagebau bewirkte eine Grundwasserabsenkung, sodass alle Gräben heute trocken gefallen sind und teilweise zugeschüttet wurden. Beim Bau der Burg kamen verschiedene Steinarten in unterschiedlichen Mauertechniken zum Einsatz: Neben Säulenbasalt und Trachyt vom Drachenfels aus dem Siebengebirge wurden auch Tuffe und der für den Niederrhein so typische Backstein verwendet.
Der Burganlage ist im Süden auf deren gesamter Länge ein im Durchschnitt 28 Meter breiter Zwinger vorgelagert, dessen Südmauer früher deutlich höher war als sie es heute ist. 12 der 28 Meter werden dabei von dem teilweise zugeschütteten Burggraben eingenommen. An der Ostecke des Zwingers stehen die Reste eines zweigeschossigen Rundturms, der früher die Funktion eines Eisbrechers erfüllte.

### Vorburg

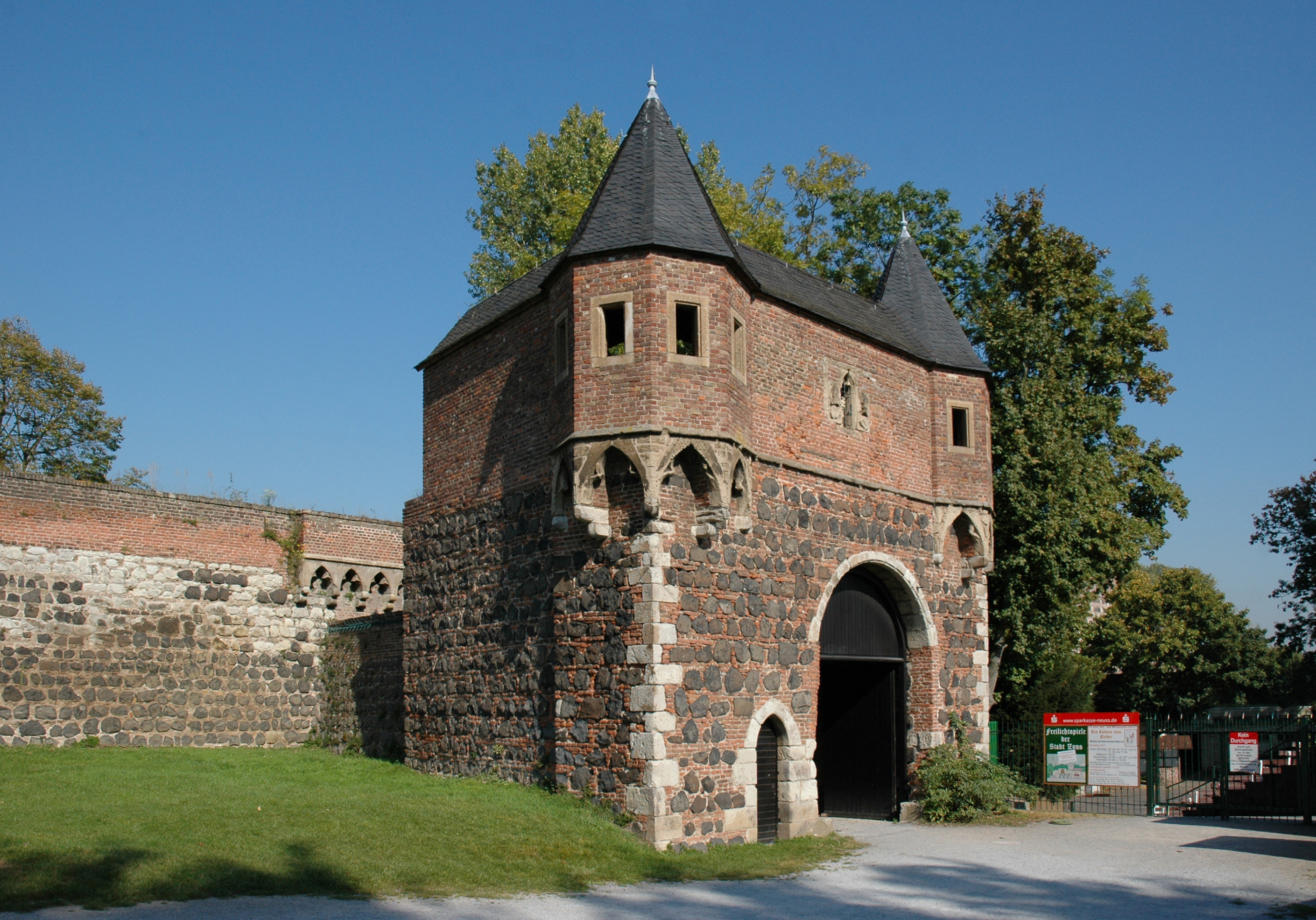
Südtor

Vom Zwinger gewährt eine spätmittelalterliche Doppeltoranlage Zugang zur Vorburg. Das äußere der beiden Tore, Südtor genannt, springt etwa 15 Meter aus der Ringmauer der Burganlage hervor und weist gotische Zierformen auf. Seinen heutigen, gut erhaltenen Zustand verdankt es einer Restaurierung im Jahr 1983. Seit dem ausgehenden 14. Jahrhundert ermöglichte es einen von der Stadt unabhängigen Zugang zur Burg und war ehemals durch einen überwölbten Gang mit dem inneren Torbau der Ringmauer verbunden. Von dem verbindenden Gang sind noch die Torgassenmauern erhalten. Der Torbau besitzt einen rechteckigen Grundriss, auf dem sich die Mauern für zwei Geschosse erheben. Das Mauerwerk des hohen Erdgeschosses besteht aus Basalt, Tuff und Backstein, während das Obergeschoss aus Ziegelmauerwerk besteht. Links neben dem großen Tor mit Hausteinfassung aus Trachyt befindet sich ein kleines, spitzbogiges Manntor. Über der rundbogigen Tordurchfahrt steht in einer kleinen, vergitterten Nische mit Dreipassblende die Nachbildung einer Madonnenstatue aus dem 15. Jahrhundert, deren Original sich im Kreismuseum befindet. Beidseitig der Nische sind verwitterte Wappenschilde zu sehen. Das linke weist das Kreuz als Zeichen des Kölner Erzstifts auf, während das rechte den Doppeladler des Stadtgründers als Graf von Saarwerden zeigt. Die Ecken des Obergeschosses werden durch auskragende, polygonale Eckwarten markiert, die auf Spitzbögen ruhen und Maschikulis besitzen.

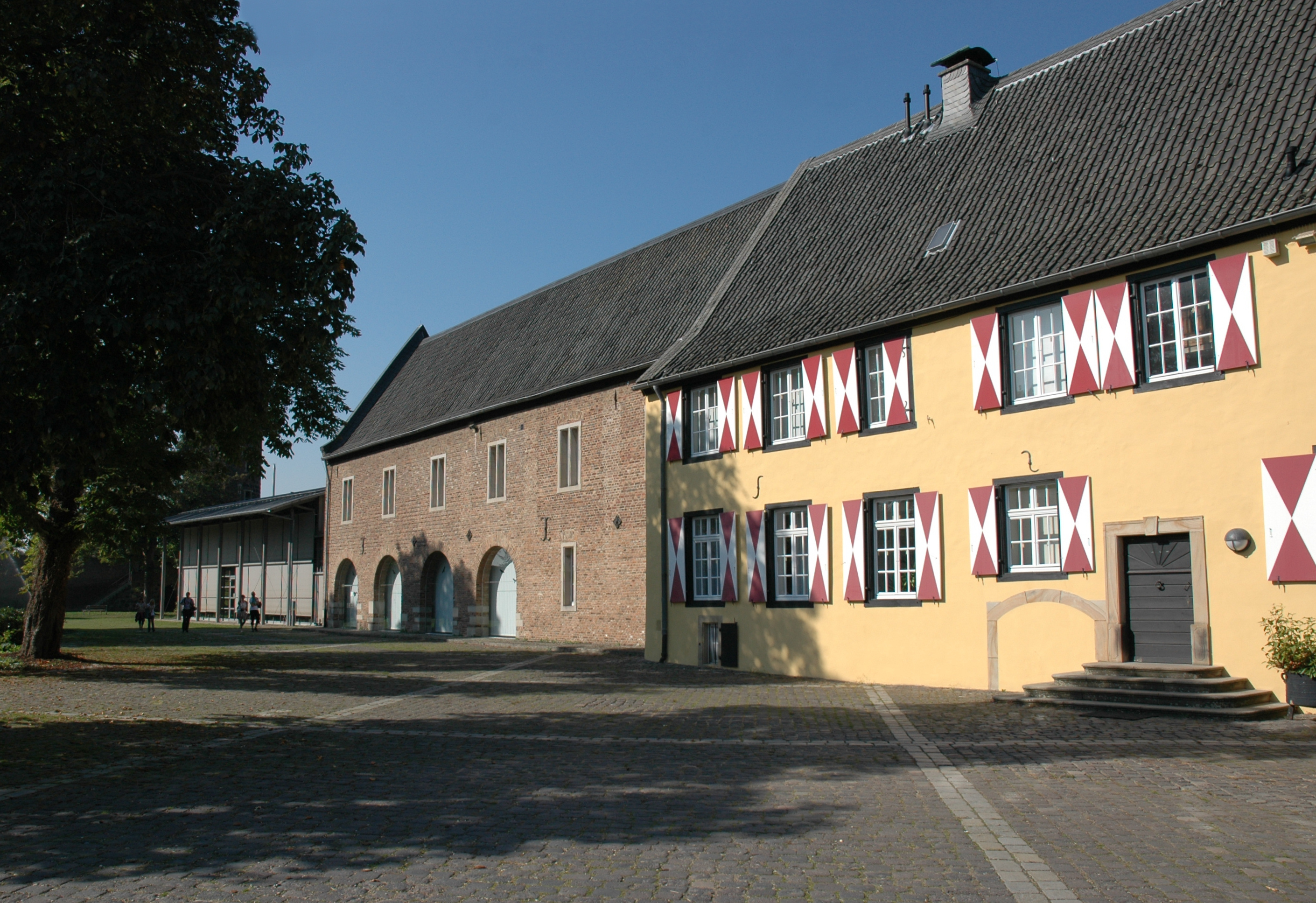
Gebäude an der Nordseite der Vorburg

An der Nordseite der Vorburg reihen sich drei Gebäude aneinander, die heute allesamt vom Kreismuseum Zons genutzt werden. Das östlichste von ihnen wird Herrenhaus genannt und erhielt seinen Namen, als der kurkölnische Amtmann seinen Sitz von der Kernburg dorthin verlegte, weil der Westtrakt im Dreißigjährigen Krieg schwer beschädigt worden und zum Wohnen nicht mehr nutzbar war. Das zweigeschossige, langgestreckte Gebäude mit Satteldach ist gelb verputzt und wird durch Fenster mit rot-weißen Fensterläden in neun Achsen gegliedert. In seinem Gewölbekeller existieren noch zwei gemauerte Hausbrunnen. Westlich an das Herrenhaus anschließend findet sich der ehemalige Pferdestall, dessen Gebäude aus Backstein mehrheitlich ein Neubau aus dem Jahr 1974 ist. Das zweigeschossige Gebäude besitzt ein Satteldach und Fenster mit hellen Hausteingewänden. Das westlichste Gebäude des Vorburg-Nordflügels ist eine moderne Halle aus Glas und Stahl, die niedriger als der Nachbarbau ist. Mit ihrem Errichtungsjahr von 1994 ist sie das jüngste Gebäude im gesamten Burgbereich. Direkt westlich daneben findet sich in der Ringmauer der Vorburg der einstige stadtseitige Eingang der Burg Friedestrom, der jedoch heute vermauert ist. Der jetzige Zugang von der Stadt östlich des Herrenhauses wurde erst nach dem Dreißigjährigen Krieg geschaffen.

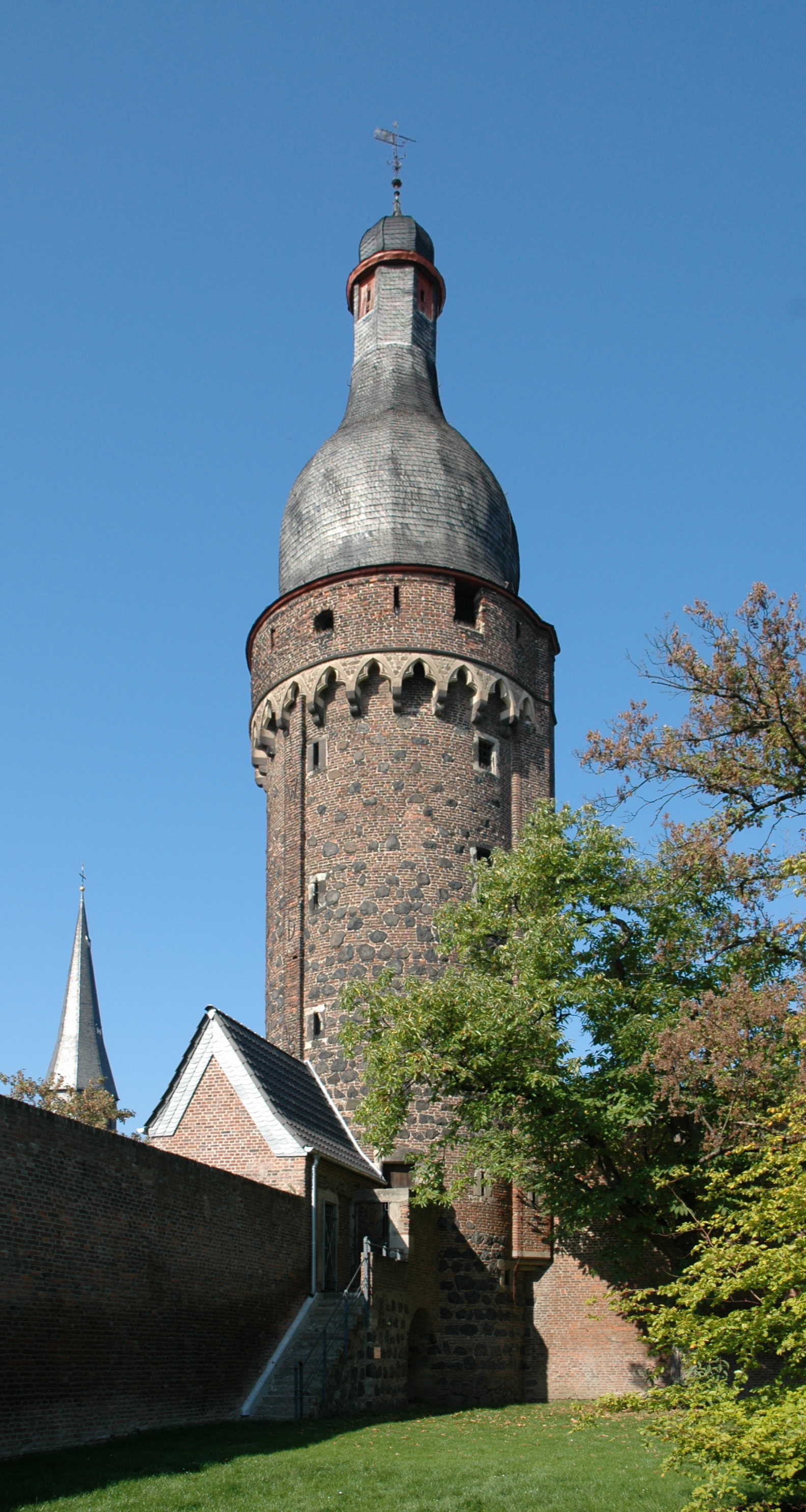
Der Juddeturm

An der Nordwest-Ecke der Vorburg steht der sogenannte Juddeturm vom Ende des 14. Jahrhunderts, der seinen seit dem Mittelalter belegten Namen vermutlich von den einstigen Besitzern, der Kölner Patrizierfamilie Judde, erhielt. Der Rundturm vermittelt wegen seiner Höhe von sechs Etagen einen sehr schlanken Eindruck, obwohl seine Mauerstärke im Erdgeschoss 2,10 Meter beträgt. Maschikulis und Schießscharten untermauern den Fakt, dass der Turm sehr wehrhaft war. Bis zum umlaufenden spätgotischen Fries zwischen dem fünften und sechsten Geschoss besteht das Mauerwerk des Turms aus Basaltquadern und Backstein. Das sechste Stockwerk besitzt einen umlaufenden Wehrgang mit Backsteinmauern, der auf Kragsteinen mit dazwischen liegenden Hausteinspitzbögen ruht. Vier der Bögen sind als Gusslöcher ausgebildet. Die heutige, barocke Schweifhaube ersetzte in der Zeit um 1600 ein stumpfes Kegeldach. Sie wird von einer achtseitigen Laterne mit Schieferhaube und Wetterfahne bekrönt. Im Inneren wird das Erdgeschoss von einem einzigen achteckigen Raum eingenommen, der von einem Kuppelgewölbe mit einem Durchmesser von 3,30 Meter überspannt ist. Der fensterlose Raum diente früher als Gefängnis, von dem durch eine Bodenluke Schwerverbrecher in das darunter liegende Verlies in sieben Meter Tiefe hinabgelassen werden konnten. Auch im ersten Obergeschoss befindet sich ein achteckiger Raum, dessen Außenmauern immerhin noch 1,60 Meter dick sind. Das Zimmer weist an der Nordost-Wand – wie auch die Räume im zweiten und dritten Stockwerk – einen Kamin auf. Die Obergeschosse wurden zu Wohnzwecken genutzt und sind über eine schmale Wendeltreppe mit Trachytstufen erschlossen. Die Treppe befindet sich in einem schlanken fünfseitigen Treppentürmchen an der Ostseite. Erreichbar ist es über einen schmalen Gang in der Mauerstärke des Turms, zu dem vom Burghof eine steile Steintreppe an der Innenseite der Ringmauer hinaufführt.
Ein Großteil des Vorburgfläche wird von einem Schlosspark eingenommen, dessen alter Baumbestand aus Linden, Bergahorn und Maronen besteht und erst kürzlich mit neu gepflanzten Ginkgos, Rotbuchen und Linden ergänzt wurde.

### Kernburg
Die Kernburg war früher im Westen und Norden durch einen Wassergraben von der Vorburg getrennt. Dieser war 14 Meter breit sowie 6,5 Meter tief und besitzt an beiden Längsseiten Mauern. Während seine Außenmauer aus Basalt errichtet worden ist, besteht die innere Grabenmauer aus 18 Schichten Trachytquadern. Dieser Graben ist jedoch mittlerweile trockengefallen und zum Teil verfüllt. Von der gotischen Hauptburg des 14. Jahrhunderts stammen der viergeschossige Torturm auf der Westseite sowie die noch im Kern erhaltenen Nord- und Südflügel.
Die vier Etagen des Torturms erheben sich über einem quadratischen Grundriss mit einer Seitenlänge von 8,40 Metern. Im Erdgeschoss aus behauenen Trachytquadern findet sich das spitzbogige Tor, das umrahmt ist von der Blendnische der einstigen Zugbrücke. In der Blende sind sogar noch die Kettenlöcher der Brücke vorhanden. Das erste und zweite Stockwerk besitzt Mauerwerk aus Tuff und eine Eckquaderung aus Trachyt. Dieses Material wiederholt sich in den Fensterrahmungen aus Haustein, die im ersten Obergeschoss als Querstockfenster gefertigt wurden. Über der tonnenüberwölbten Durchfahrt finden sich zwei übereinanderliegende Räume, die als Wachkammern dienten und an der Südwand noch Reste von Kaminen aufweisen. Von der Kammer im zweiten Stock gibt es einen Zugang zum Wehrgang an der Südseite der Kernburg. Das dritte Obergeschoss aus Ziegeln besteht aus einem vorkragenden Wehrgang mit kleinen Eckwarten. Er ruht auf einem umlaufenden spätgotischen Spitzbogenfries aus Tuff mit Gussöffnungen an der Außenseite des Turms. Den oberen Abschluss bildet ein wuchtiges, abgeknicktes Walmdach, das in den 1970er Jahren das marode, ursprüngliche Turmdach ersetzte.

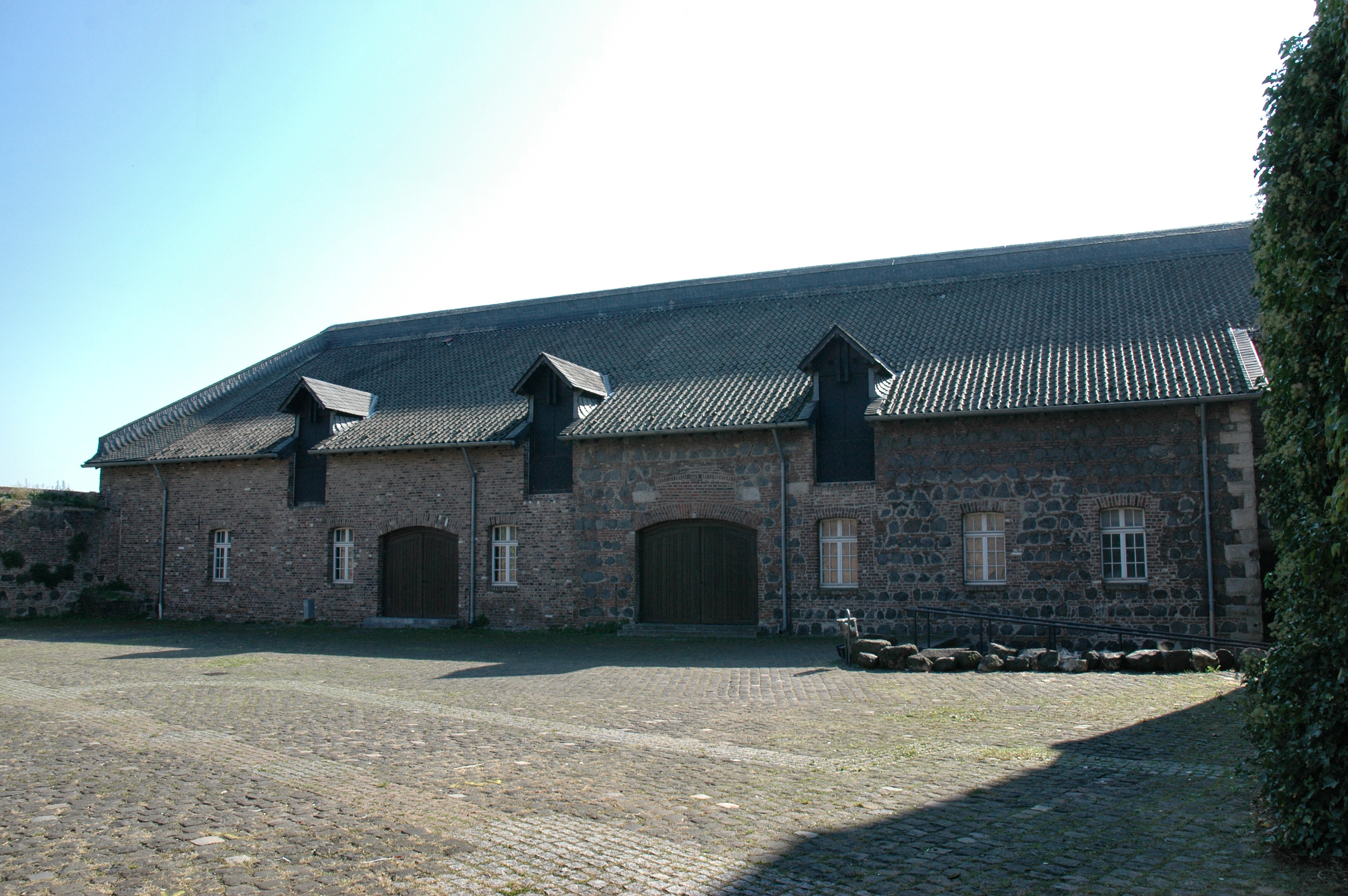
Südflügel

Nördlich stößt die mittelalterliche Ringmauer aus Basalt an den Torturm. Sie diente früher als Außenmauer für den Westflügel. Bei dem heutigen Westtrakt handelt es sich um einen modernen Neubau aus dem Jahr 1990, der über den Fundamenten des Flügels aus dem Mittelalter errichtet wurde. Teile davon sind noch im Keller erhalten, darunter ein zuletzt als Latrine genutzter, sechs Meter tiefer Brunnen. Dem Westbau schließt sich an dessen nördlicher Ecke der Nordflügel der Kernburg an. Er ist nicht nur der jüngste Teil der historischen Bausubstanz, sondern auch der besterhaltene. Das zweigeschossige Gebäude aus unverputztem Backstein besteht im Erdgeschoss aus einer einzigen großen Halle über einem spätmittelalterlichen Gewölbekeller. Bei der Restaurierung der Halle wurden 1989 Reste von ornamentierten Wandmalereien aus der Zeit der Gotik freigelegt. Der südliche Kernburgbereich wird von einem Bau aus Basalt und Backsteinen eingenommen, dessen tornahe Partie die einzige original erhaltenen ist. Dazu zählt auch eine kleine Eckwarte an der Südwestecke. Die Mehrheit des Gebäudes ist jedoch eine moderne Schöpfung, so auch das Pultdach mit Gauben. An einigen Stellen ist auf Höhe des ehemaligen Traufgesimses noch ein Klötzchenfries aus Backsteinen erhalten. An der Südost-Ecke des Südflügels – und damit an der Südost-Ecke der Burg sowie der Stadt – steht ein massiver Rundturm, der sogenannte Schlossturm. Sein Fußbereich besteht aus Trachytquadern mit Randbeschlag, die oberen Mauerpartien hingegen aus Basalt. Es handelt sich dabei um einen der vier ehemaligen Ecktürme der Zonser Stadtmauer.

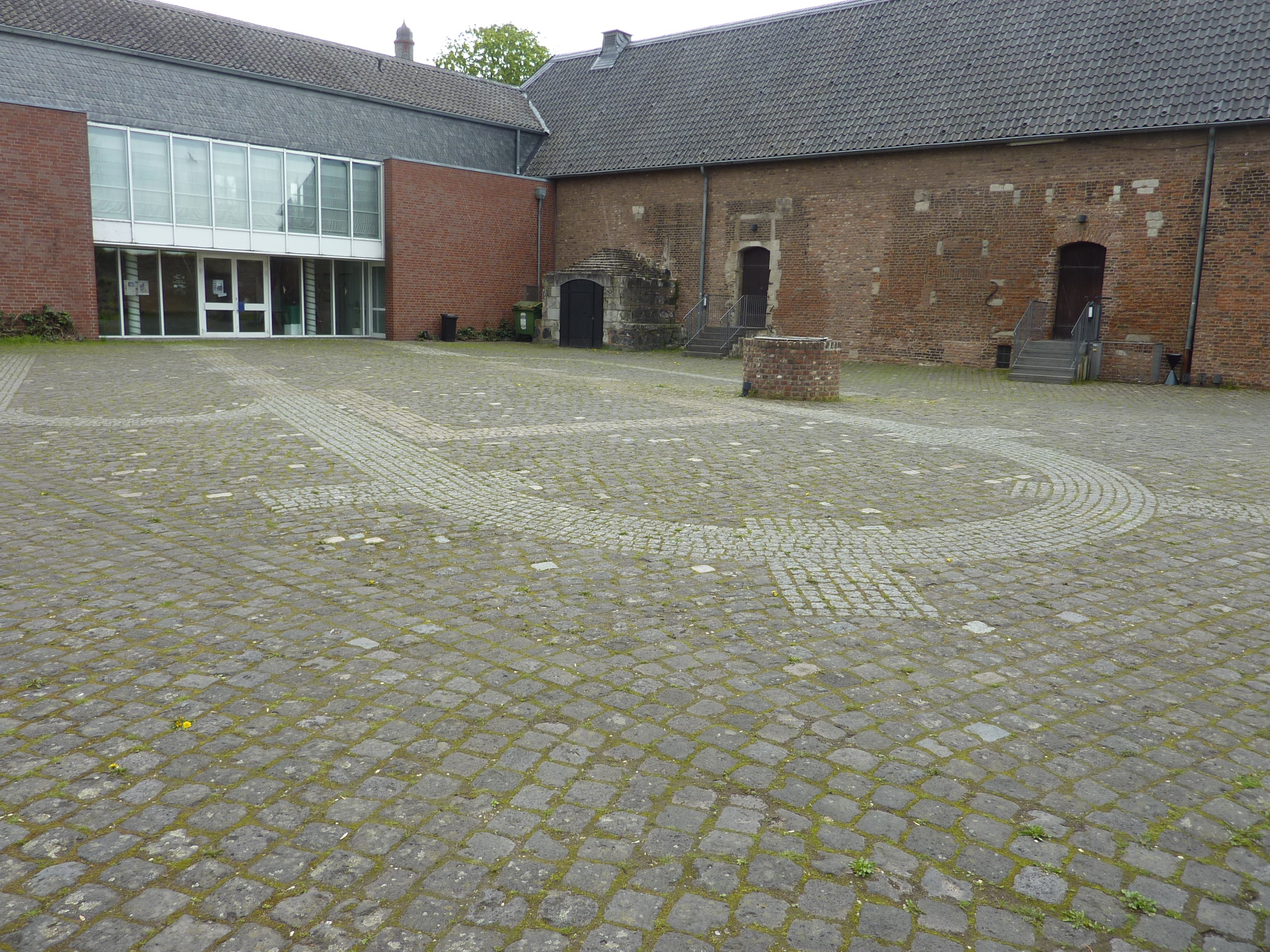
Markierung des Kirchengrundrisses im Innenhof

Die drei Flügel des Hochschlosses umrahmen einen gepflasterten Innenhof, in dem während Ausgrabungen in den 1980er Jahren die Fundamente mehrerer romanischer Kirchen entdeckt wurden. Der Burgbereich steht deshalb als Bodendenkmal unter Denkmalschutz. Die Grundrisse zweier Kirchenbauten wurden in der Hofpflasterung sichtbar gemacht: Eine rote Markierung zeigt die Lage einer Saalkirche aus der Zeit um das Jahr 1000, durch graue Pflastersteine ist eine etwa zwei Jahrhunderte später errichtete Kirche markiert.